# 土星公寓
《土星公寓》（日語：土星マンション）是日本漫畫家岩岡壽枝創作的日本漫畫作品，於《月刊IKKI》2006年1月號開始連載，2011年8月號完結。單行本全7冊。2011年，本作榮獲第15屆日本新媒體動漫藝術節漫畫部門大賞。

## 劇情概要
在本作的設定中，整個地球變成了自然保護區，人們只能居住在漂浮於地表35,000公尺上空的巨大公寓中。公寓分成上、中、下三層，上層是上流階級，中、下層的生活水準則比較接近平民。主角阿滿在公寓下層出生長大，父親以受雇清潔上層的窗戶為業，這項工作需要穿上保護裝備至公寓外頭的外太空進行作業。後來在一次意外中，阿滿的父親纜線斷裂而墜落失蹤。雖然如此，阿滿國中畢業後還是繼承了父業，在前輩們的執導下也成為擦窗工人。工作過程中，阿滿結識了形形色色的人們，並逐漸成長。

## 出版書籍
| 卷數 | 小學館         | 小學館                 | 台灣東販       | 台灣東販               |
| 卷數 | 發售日期       | ISBN                   | 發售日期       | ISBN                   |
| ---- | -------------- | ---------------------- | -------------- | ---------------------- |
| 1    | 2006年10月30日 | ISBN 978-4-09-188339-1 | 2007年7月26日  | ISBN 978-986-176-370-5 |
| 2    | 2007年6月29日  | ISBN 978-4-09-188366-7 | 2007年11月28日 | ISBN 978-986-176-469-6 |
| 3    | 2008年3月28日  | ISBN 978-4-09-188408-4 | 2008年10月14日 | ISBN 978-986-176-735-2 |
| 4    | 2009年1月30日  | ISBN 978-4-09-188436-7 | 2010年12月22日 | ISBN 978-986-251-342-2 |
| 5    | 2009年11月30日 | ISBN 978-4-09-188488-6 | 2012年1月16日  | ISBN 978-986-251-649-2 |
| 6    | 2010年8月30日  | ISBN 978-4-09-188525-8 | 2016年9月14日  | ISBN 978-986-475-145-7 |
| 7    | 2011年8月30日  | ISBN 978-4-09-188556-2 | 2016年11月16日 | ISBN 978-986-475-194-5 |

## 真人電影
《月刊IKKI》2008年8月號宣布本作將改編成真人電影，但2011年1月作者岩岡壽枝在網路日誌中表示，真人版企劃早已因為雷曼兄弟破產事件而取消。

## 外部連結
- 土星公寓（漫畫）在動畫新聞網百科全書中的資料（英文）